# هوث (ایرلند)
هوث (به لاتین: Howth) یک منطقهٔ مسکونی در جمهوری ایرلند است که در County Fingal واقع شده‌است. هوث ۸٬۲۷۷ نفر جمعیت دارد.